# Karen Lord

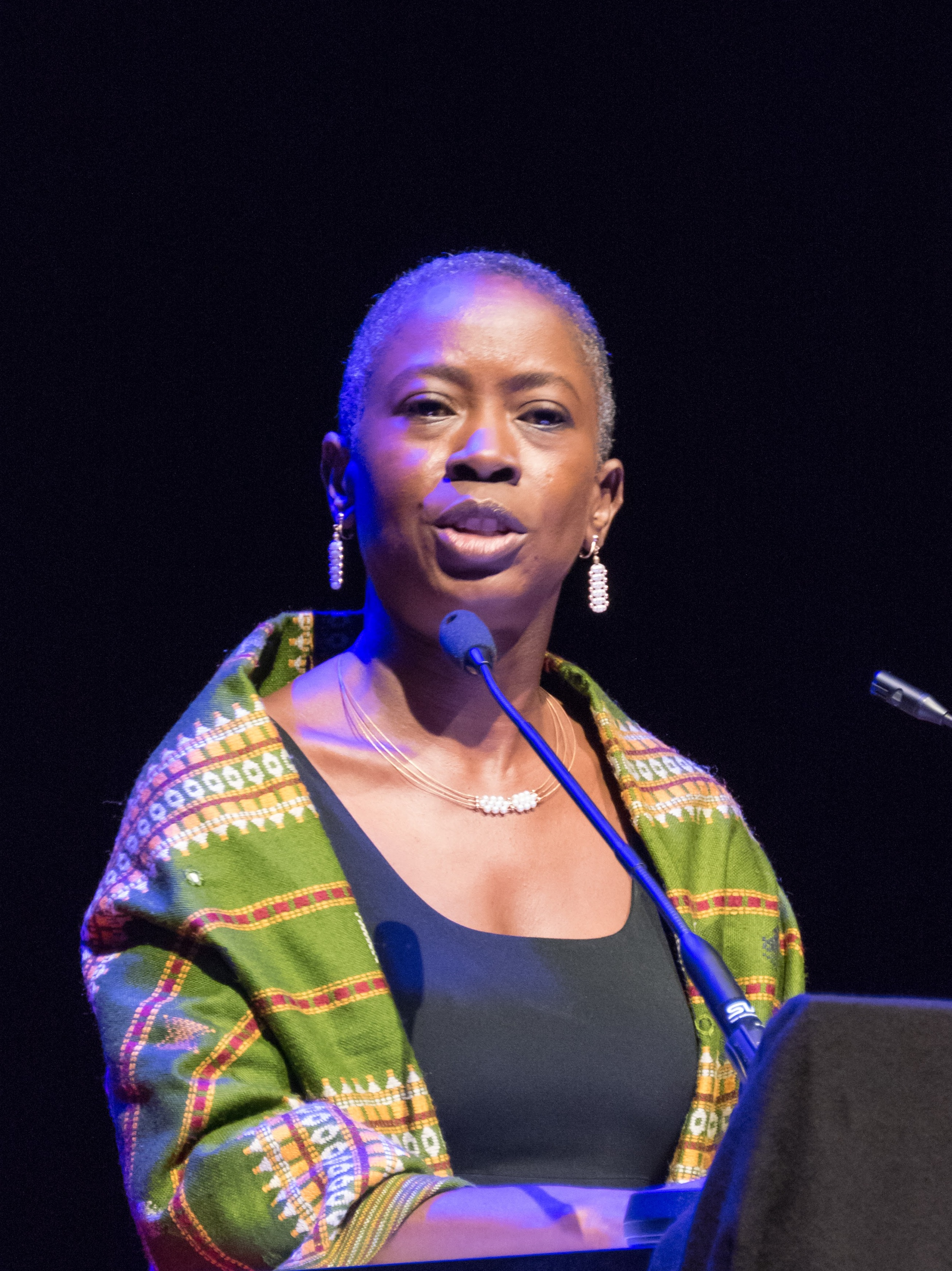
Karen Lord (2017)

Karen Antoinette Roberta Lord (geb. 22. Mai 1968 in Barbados) ist eine barbadische Autorin. Ihr erster Roman, „Redemption in Indigo“ von 2010, entstand nach Motiven der senegalesischen Erzählung „Ansige Karamba the Glutton“. Neben Fantasy- und Science-Fiction publiziert sie auch über Religionssoziologie.

## Biographie
Karen Lord kam 1968 in Barbados zur Welt. Sie besuchte das Queen's College, St James in Bridgetown. Nach einem naturwissenschaftlichen Studium an der University of Toronto promovierte sie 2008 in Religionssoziologie an der walisischen Bangor University.
Sie unterrichtete Physik, war als Ausbilderin für Soldaten tätig und arbeitete für das Außenministerium.

## Romane
„Redemption in Indigo“ wurde zuerst 2010 von Small Beer Press und erneut 2012 von der Edition Jo Fletcher Books - imprint for SF, fantasy, and horror titles bei Quercus veröffentlicht. Die New York Times nannte ihn „eine clevere, überschwängliche Mischung aus karibischen und senegalesischen Einflüssen, die urkomische Szenen mit ernstem Drama in Einklang bringt“, Caribbean Review of Books kommentierte, dass der Roman "sehr munter von Anfang bis Ende, mit lebendigen Beschreibungen, unvergesslichen Helden und Bösewichten, flottem Tempo" sei, und die „Booklist“ der American Library Association beurteilte es als eines jener literarischen Werke bei denen „kein Wort davon geändert werden sollte“.
„The Best of All Possible Worlds“ erschien 2013 bei Jo Fletcher Books/Quercus und Del Rey Books/Random House. Der Rezensent von Upcoming4.me nannte es „einen nachdenklichen und emotionalen Roman … eines der unterhaltsamsten Bücher, die ich in letzter Zeit gelesen habe“, während sich Nalo Hopkinson im Los Angeles Review of Books an den Roman „Das kurze wundersame Leben des Oscar Wao“ von Junot Díaz fühlte. In "The Best of All Possible Worlds" nutzte Lord ihr Verständnis von sozialen Strukturen und religiösen Systemen, um komplexe außerirdische Gesellschaften zu erschaffen. Sie integrierte Elemente aus verschiedenen Glaubenssystemen und kulturellen Praktiken in den von ihr geschaffenen fiktiven Welten. Mit ihrem religionssoziologischen Hintergrund bearbeitet sie tiefgründige Fragen über Glauben, Kultur und Identität in einem Science-Fiction-Kontext.
„The Galaxy Game“ erschien im Januar 2015 bei Rey Books. Es wurde von Nisi Shawl als „eine befriedigende Übung im Aus-dem-Gleichgewicht-Sein, eine eindringliche Lektion darin, wie man nach vorne fällt und sich an einem erstaunlichen neuen Ort wieder fängt“ beschrieben. Publishers Weekly bezeichnete es als „subtilen, intellektuellen Roman“, während Eric Brown im The Guardian schrieb, dass „der Roman eine gemächliche Erkundung von Gesellschaften, Machtpolitik und Rassenbeziehungen ist, in der diskursive Handlungsstränge täuschen, bevor sie in einem zufriedenstellenden Finale zusammenlaufen.“
„The Blue, Beautiful World“ wurde im August 2023 bei Del Rey in den USA und bei Gollancz in Großbritannien veröffentlicht. The Guardian sah darin einen „komplexen, engagierten [...] mit warmen und intelligenten Anspielungen auf Ursula K. Le Guin.“ The Big Issue charakterisierte ihn als „durchdrungen von einer Art zukunftsorientierter Empathie und Respekt“ und stellte fest, dass der Roman viel zum Komplex Postkolonialismus zu sagen habe, Lord aber auf subtile und offenherzige Weise mit diesen Ideen spiele.

## Kurzgeschichten
Lords Kurzgeschichte „Hiraeth: A Tragedy in Four Acts“ wurde in die Anthologie „Reach for Infinity“ von Jonathan Strahan (2014) aufgenommen, „Cities of the Sun“ war ihr Beitrag zu Margaret Busbys 2019 erschienener Anthologie New Daughters of Africa.

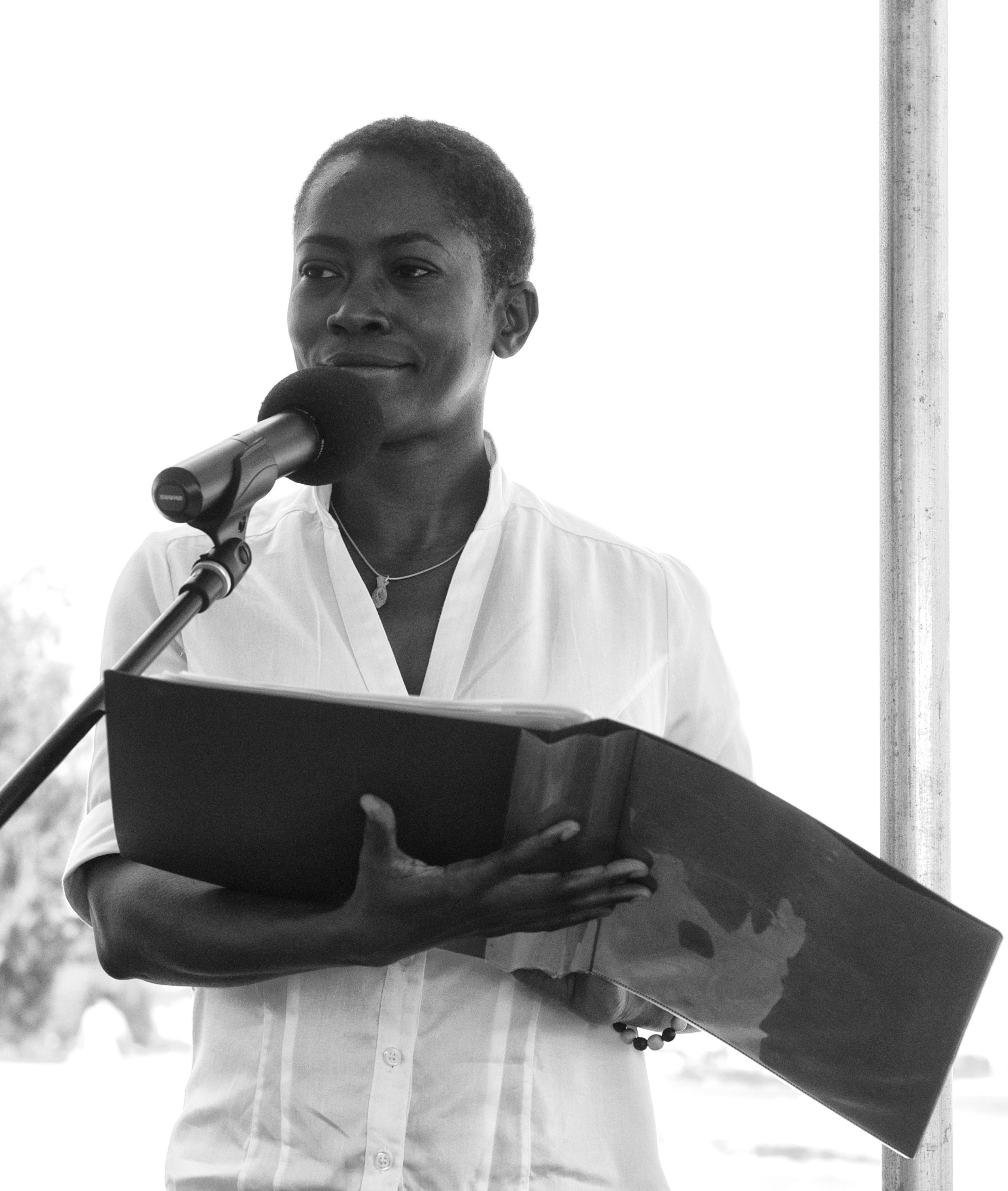
Karen Lord bei einem Literaturevent zu Umweltfragen (2009)

## Auszeichnungen
- 2008: Frank Collymore Literary Endowment Award für das beste unveröffentlichte Manuskript „Redemption in Indigo“[22]
- 2010: Carl Brandon Society Parallax Award[23]
- 2011: IAFA William L. Crawford Fantasy Award[24]
- 2011: Mythopoeic Award[25]
- 2011: Nominierung für den World Fantasy Award – Best Novel für „Redemption in Indigo“[26]
- 2011: John W. Campbell Award for Best New Writer[27]
- 2011: OCM Bocas Prize for Caribbean Literature[28]
- 2012: Golden Tentacle Award for the Best Debut Novel bei den britischen Kitschies[29]
- 2024: Aufnahme in die Longlist des Women’s Prize for Fiction für „The Blue, Beautiful World“[30]

## Veröffentlichungen

### Romane
- Redemption in Indigo. Jo Fletcher Books, 2010, ISBN 978-1-78087-308-4 (englisch).
- The Best of All Possible Worlds. Jo Fletcher Books, 2013, ISBN 978-1-78087-166-0 (englisch).
- The Galaxy Game. Jo Fletcher Books, London 2015, ISBN 978-1-78087-689-4 (englisch).
- Unravelling. DAW Books, 2019, ISBN 978-0-7564-1520-4 (englisch).
- The Blue, Beautiful World. Del Rey Books, 2023, ISBN 978-0-593-59843-6 (englisch).[16][18][31]

### Herausgabe
- New Worlds, Old Ways: Speculative Tales from the Caribbean. Peepal Tree Press, 2016, ISBN 978-1-84523-336-5 (englisch).